# When Animals Dream
When Animals Dream (Originaltitel: Når dyrene drømmer) ist ein dänisches Horror-Drama aus dem Jahr 2014. Regie führte Jonas Alexander Arnby.

## Handlung
Marie ist eine schüchterne Sechzehnjährige. Sie lebt in einem dänischen Fischerdorf mit ihrem Vater und mit ihrer Mutter Mor, die an einer unbekannten Krankheit leidet und ihre Tage regungslos im Rollstuhl verbringt. Marie arbeitet – wie fast alle Dorfbewohner – in einer Fischfabrik und lernt dort den jungen Daniel kennen. Sie bekommt einen seltsamen Hautausschlag auf der Brust, auf der auch Haare wachsen. Als sich ihr Körper immer mehr verändert, alarmiert das die anderen Dorfbewohner und sie werden ihr gegenüber abweisend und gemein. Einzig Daniel, der sich in sie verliebt hat, ist ihr noch zugewandt. Als Dr. Larsen ihr gegen ihren Willen eine Spritze verabreichen will, womöglich um ihre Verwandlung aufzuhalten und sie, wie ihre Muter ebenfalls, in einen unbeweglichen Zustand zu versetzen, wird er von Mor attackiert und getötet. Dies hat zur Folge, dass Maries Mutter in der Badewanne ertränkt wird. Marie, nun angestachelt vor Wut und Trauer, stellt die Veränderungen ihres Körpers, wie blutende Fingernägel und extremer Haarwuchs, bei der Beerdigung ihrer Mutter provokant zur Schau, bis sie von ihrem Vater unterbrochen und nach Hause geschickt wird. Am nächsten Tag verbietet ihr Thor zur Arbeit zu gehen und meint, dass er, wenn sie so rausginge, nichts mehr für sie tun könne. Marie wehrt sich und verlässt, trotz der Warnungen, das Haus. Am Abend wird sie von drei Motorradfahrern verfolgt, wobei sie einen davon tötet. Daniel findet sie später in einem verlassenen Fischkutter und schlägt vor, dass sie zusammen das Dorf verlassen. Marie ist einverstanden, geht zuvor aber noch einmal zurück ins Haus ihres Vaters, um ein paar persönliche Sachen mitzunehmen. Darunter auch eine Fotografie ihrer Mutter. Ihr Vater sagt zum Abschied zu ihr, dass sie sich nichts gefallen lassen soll. Als sie sich aber mit Daniel treffen will, wird sie von einer Gruppe Dorfbewohner überrascht und gekidnappt. Sie verschleppen Marie auf ein Boot und fahren mit ihr auf das Meer hinaus. Daniel folgt ihnen und kann Marie, die sich mittlerweile vollständig in einen Werwolf verwandelt hat, zur Flucht verhelfen. Marie tötet nun abgesehen von Daniel jeden Menschen auf dem Schiff. Am nächsten Morgen hat sich Marie wieder teilweise zurückverwandelt. Als sie aufwacht fragt sie nach Daniel, der ihr antwortet, dass er hier sei, Marie schließt daraufhin die Augen wieder. Der Film endet mit Daniels Worten: „Ich bin bei dir.“

## Kritik
„Arnbys Film ist ein solide gemachter, zeitgemäßer Horrorfilm. Ein geschickt gesetzter Spannungsbogen etwa stellt die Frage, wem das verletzliche Monstermädchen vertrauen kann. Dem alternativen Freak aus der Fischfabrik oder ihrem gut aussehenden neuen Freund Daniel. Trotz einer gewissen nordischen Poesie und Arthouse-Ambition gelingt es Arnby aber nur selten, die Genrekoventionen zu überwinden, wie es Alfredson mit »LET THE RIGHT ONE IN« gelang.“
„Der Däne Jonas Alexander Arnby verdichtet in seinem Spielfilmdebüt klassische Horrorfilmelemente zu einer ungewöhnlichen Coming-of-Age-Geschichte. Das faszinierende Resultat ist ein poetisches Mystery-Drama, das in seinem Tonfall eher dem Arthouse-Kino als dem Genrefilm nahesteht.“

## Veröffentlichungen
Die Weltpremiere war am 19. Mai 2014 in Frankreich auf dem Cannes Film Festival. In Dänemark und Kanada startete der Film am 31. Juli 2014 in den Kinos. In Deutschland kam der Film 21. August 2014 auf die Leinwände.